# Errore sesquipedale
Errore sesquipedale è un'espressione polirematica della lingua italiana, tesa a rappresentare un giudizio dispregiativo su un'azione ritenuta sbagliata. Indica un errore madornale, di difficile misurazione.
L'aggettivo "sesquipedale" deriva dal latino sesquipeda, unità di lunghezza in uso presso i Romani (la sesquipeda, pari a un piede e mezzo).
Il tono dell'espressione risulta volutamente iperbolico e ironico, dal momento che determinati errori non si possono, naturalmente, misurare fisicamente.